# ツヌグイ・イクグイ

天地開闢 SVGで表示（対応ブラウザのみ）

ツヌグイ（ツノグイとも、歴史的仮名遣：ツヌグヒ／ツノグヒ、角杙、角樴）・イクグイ（歴史的仮名遣：イクグヒ、活杙、活樴）は、日本神話に登場する神である。

## 概要
『古事記』では兄を角杙神、妹を活杙神、『先代旧事本紀』では兄を角樴尊、妹を活樴尊と表記する。
『古事記』において神世七代の第四代の神とされ、兄角杙神が男神、妹活杙神が女神である。『日本書紀』では神世七代に数えられていない。
「クイ（クヒ）」は「芽ぐむ」などの「クム」で、「角ぐむ」は角のように芽が出はじめる意、「活ぐむ」は生育しはじめるの意とする説があり、泥土が段々固まってきたことにより、生物が発成し育つことができるようになったことを示す神名であるされる。
また名義は「角状の棒杙」と「活きいきとした棒杙」と考えられる。

## 名称
| 書名                   | 1組                | 2組                  | 3組                                    | 4組                              | 5組                                | 6組                  | 7組                  | 8組              | 9組              |
| ---------------------- | ------------------ | -------------------- | -------------------------------------- | -------------------------------- | ---------------------------------- | -------------------- | -------------------- | ---------------- | ---------------- |
| 古事記男神             | 宇比地邇神         | 角杙神               | 意富斗能地神                           | 淤母陀流神                       | 伊邪那岐神                         |                      |                      |                  |                  |
| 古事記妹               | 須比智邇神         | 活杙神               | 大斗乃辧神                             | 阿夜訶志古泥神                   | 伊邪那美神                         |                      |                      |                  |                  |
| 日本書紀1書第1（男神） | 泥土煮尊           | 角樴尊               | 面足尊                                 | 伊奘諾尊                         |                                    |                      |                      |                  |                  |
| 日本書紀1書第1（妹）   | 沙土煮尊           | 活樴尊               | 惶足尊                                 | 伊奘冉尊                         |                                    |                      |                      |                  |                  |
| 先代旧事本紀（男神）   | 角樴尊（角龍魂尊） | 泥土煮尊（泥土根尊） | 大苫彦尊（大戸之道・大富道・大戸摩彦） | 青橿城根尊（沫蕩尊・面足尊       | 伊弉諾尊                           |                      |                      |                  |                  |
| 先代旧事本紀妹         | 活樴尊             | 沙土煮尊（沙土根尊） | 大苫邊尊（大戸之邊・大富邊・大戸摩姫） | 吾屋橿城根尊（惶根尊・蚊鴈姫尊） | 伊弉冉尊                           |                      |                      |                  |                  |
| 先代旧事本紀           | 天三降尊           | 天合尊（天鏡尊）     | 天八百日尊                             | 天八十萬魂尊                     | 高皇產靈尊（亦名、高魂尊・高木命） |                      |                      |                  |                  |
| 上記（男神）           | うイぢにのみこと   | つぬぐイのみこと     | おおとのぢのみこと                     | おもだるのみこと                 | おおとぢのみこと                   | あをかしきねのみこと | あまのかかみのみこと | あわなぎのみこと | いざなぎのみこと |
| 上記いも               | すイぢにのみこと   | いくぐイのみこと     | おおとのべのみこと                     | あやかしこねのみこと             | おおとべのみこと                   | あゆかしきねのみこと | あめのよろづのみこと | あわなみのみこと | いざなみのみこと |
| 宋史日本傳男神         | 角龔魂尊           | 汲津丹尊             | 面垂見尊                               | 國常立尊                         | 天鑑尊                             | 天萬尊               | 沫名杵尊             | 伊弉諾尊         |                  |

## 祀る神社
- 物部神社　境内　神代七代社（島根県大田市川合町）
- 宮浦宮（鹿児島県霧島市福山町）